# ماریوس هاوپتمان
ماریوس هاوپتمان (انگلیسی: Marius Hauptmann؛ زادهٔ ۱۴ سپتامبر ۱۹۹۹) بازیکن فوتبال اهل آلمان است.
از باشگاه‌هایی که در آن بازی کرده‌است می‌توان به باشگاه فوتبال دینامو درسدن اشاره کرد.